# La professora
La professora (originalment en anglès, The Teacher) és una sèrie de televisió dramàtica del 2022 produïda per Channel 5 i creada per Mike Benson i Barunka O'Shaughnessy. És protagonitzada per Sheridan Smith com a Jenna Garvey, una professora de secundària acusada de tenir relacions sexuals amb un alumne de quinze anys. Consta de quatre episodis, que es van mostrar durant quatre vespres successius a partir del 31 de gener de 2022. S'ha subtitulat al català.

## Sinopsi
Jenna Garvey és una professora d'anglès que és bona en la seva feina i popular entre els seus alumnes, però té una vida personal desordenada. Se l'acusa de tenir relacions sexuals amb un dels seus alumnes, en Kyle, després d'una nit d'embriaguesa.
La Jenna decideix declarar-se culpable, ja que estava massa borratxa per recordar el que va passar la nit en qüestió, i vol evitar obligar en Kyle a declarar. Rep una condemna amb suspensió i una ordre de treball comunitari. Poc després, descobreix que les proves contra ella van ser fabricades.

## Repartiment
- Sheridan Smith com a Jenna Garvey, professora d'anglès a Earlbridge School.
- Samuel Bottomley com a Kyle, un alumne a Earlbridge.
- Cecilia Noble com a Pauline, col·lega de la Jenna.
- David Fleeshman com a Roger Garvey, pare de la Jenna i professor jubilat.
- Sharon Rooney com a Nina, col·lega de la Jenna.
- Kelvin Fletcher com a Jack, col·lega de la Jenna.
- Sarah-Jane Potts com a Mary
- Tillie Amartey com a Izzy, una alumna
- Ian Puleston-Davies com a Brian
- Karen Henthorn com a DI Sowerby
- Aaronveer Dhillon com a Adnan
- Anil Desai com a Rick Mills, director d'Earlbridge.
- Karen Bryson com a Ava Mansouri, l'advocada de la Jenna.